# Duga Resa
Duga Resa es una ciudad de Croacia en el condado de Karlovac.

## Geografía
Se encuentra a una altitud de 130 m s. n. m. a 62,6 km de la capital nacional, Zagreb.

## Demografía
En el censo de 2011, el total de población de la ciudad fue de 11 164 habitantes, distribuidos en las siguientes localidades:
- Belajska Vinica - 182
- Belavići - 305
- Bošt - 62
- Cerovački Galovići - 61
- Donje Mrzlo Polje Mrežničko - 504
- Donji Zvečaj - 166
- Duga Resa - 5 989
- Dvorjanci - 123
- Galović Selo - 74
- Gorica - 62
- Gornje Mrzlo Polje Mrežničko - 617
- Grganjica - 17
- Gršćaki - 77
- Kozalj Vrh - 91
- Lišnica - 181
- Mihalić Selo - 81
- Mrežničke Poljice - 114
- Mrežnički Brig - 266
- Mrežnički Novaki - 188
- Mrežnički Varoš - 895
- Mrežničko Dvorište - 65
- Novo Brdo Mrežničko - 119
- Pećurkovo Brdo - 101
- Petrakovo Brdo - 120
- Sveti Petar Mrežnički - 164
- Šeketino Brdo - 180
- Venac Mrežnički - 133
- Zvečaj- 198

| Gráfica de población de Duga Resa 1857-2011                         |
|                                                                     |
| Según los censos de población de la oficina estadística de Croacia. |

(*) Gráfica referida a la localidad, no al total de ejido.